# Новопокровка (Татарський район)
Новопокровка (рос. Новопокровка) — село у Татарському районі Новосибірської області Російської Федерації.
Входить до складу муніципального утворення Новопокровська сільрада. Населення становить 621 особа (2010).

## Історія
Згідно із законом від 2 червня 2004 року органом місцевого самоврядування є Новопокровська сільрада.

## Населення
| 2002 | 2007 | 2010 |
| ---- | ---- | ---- |
| 622  | ↗697 | ↘621 |